# Chlorogonalia ultima
Chlorogonalia ultima är en insektsart som beskrevs av Young 1977. Chlorogonalia ultima ingår i släktet Chlorogonalia och familjen dvärgstritar. Inga underarter finns listade i Catalogue of Life.